# Individualpsychologisches Fachspezifikum der Sigmund-Freud-PrivatUniversität Wien
Das Individualpsychologisches Fachspezifikum der Sigmund Freud PrivatUniversität Wien (SFU-IP) wurde von Bernd Rieken, Dorothea Oberegelsbacher, Brigitte Sindelar und Peter Gasser-Steiner erarbeitet und 2006 als Wahlpflichtfach IP erstmals gelehrt; 2008 als Fachspezifikum IP an der SFU beim zuständigen Ministerium zur Akkreditierung eingereicht, die 2012 erfolgte, und zwar unter der Leitung von Bernd Rieken, Leitung, Dorothea Oberegelsbacher, Leitung, Brigitte Sindelar, Stellvertretung und Thomas Stephenson, Stellvertretung. Es handelt sich um eine gesetzlich anerkannte eigenständige Ausbildungseinheit innerhalb der SFU, in der die Individualpsychologie auf wissenschaftlicher Basis gelehrt, praktiziert und weiterentwickelt wird.

## Geschichte
Im Jahr 2003 trat Alfred Pritz, Rektor der damals in Gründung befindlichen Sigmund Freud Privatuniversität Wien, an den Österreichischen Verein für Individualpsychologie (ÖVIP) heran und bot eine Kooperation im Bereich universitärer Ausbildung an. Die SFU etablierte damals das weltweit erste Vollstudium im Bereich Psychotherapie bzw. Psychotherapiewissenschaft und bot damit zugleich eine nach dem österreichischen Psychotherapiegesetz entsprechende Psychotherapieausbildung an. Neben einigen anderen fachspezifischen Einrichtungen fragte Pritz auch den ÖVIP wegen einer Kooperation mit der SFU, jedoch war die Vereinsleitung von dem Konzept nicht überzeugt; man konnte sich zudem nicht auf alle Ausbildungsinhalte einigen, weshalb der ÖVIP das Kooperationsangebot schließlich ablehnte. Der damalige Generalsekretär, Bernd Rieken, sowie einige weitere Mitglieder wie Dorothea Oberegelsbacher sahen in der Akademisierung der Psychotherapie indes eine Chance, den Weg der Psychotherapie zur Etablierung als eigenständige Wissenschaft maßgeblich fortzusetzen. Sie entwickelten schließlich ein eigenes IP-Curriculum als Grundlage für das Fachspezifikum.
Das Fachspezifikum etablierte sich rasch als fixe Institution an der SFU. Die Zahl der Teilnehmenden und Lehrenden wuchs, ebenso die Fülle wissenschaftlichen Publikationen.

## Wissenschaftliche Grundlagen der Methode
Die SFU IP steht in der individualpsychologischen Tradition Alfred Adlers mit ihren zentralen Konzepten wie dem Minderwertigkeitsgefühl, dem Machtstreben, dem Lebensstil, der Fiktion oder dem Holismus, versteht sich jedoch darüber hinausgehend als Vertreter einer zeitgemäßen individualpsychologischen Theorie und Praxis, die entgegen früheren Abschottungstendenzen gegenüber der Freud’schen Psychoanalyse aktuelle psychoanalytische Theorien in das individualpsychologische Gedankengebäude (re-)integriert. So lehnte Adler beispielsweise in seinen späten Schriften Konzepte der Abwehr, des Widerstandes und der Dichotomie zwischen Bewusstem und Unbewusstem ab. Die Individualpsychologie der SFU, die sich in ihrem Selbstverständnis als psychoanalytische Individualpsychologie bezeichnet, berücksichtigt hingegen auch jene Konzepte und darüber hinaus Theorien weiterer Psychoanalytiker wie Michael Balint, Wilfried Bion, Stavros Mentzos und ferner Säuglings-, Kinder- und Jugendlichen Psychotherapie inklusive Teilleistungsstörungen. Weitere Schwerpunkte bilden die Psychotherapie bei eingeschränktem Verbalisierungsvermögen und Intelligenzminderung, Körperpsychotherapie, Gruppenpsychotherapie, Bindungstheorien, Mentalisierungstheorien, Säuglingsforschung, Affektregulierungstheorien, Traumaforschung, Neurowissenschaft und Kulturanalyse.

## Wissenschaftliche Leistungen
Im Jahr 2010 veranstaltete die IP an der SFU die Tagung 99 Jahre Individualpsychologie, auf der Vorträge zu aktuellen individualpsychologischen Themen gehalten wurden. Aus der Tagung entstand schließlich der Sammelband „Alfred Adler heute“, das 2011 im Waxmann Verlag; 2. Aufl. 2021 als erster Band der damals vom Individualpsychologen Bernd Rieken neu gegründeten Buchreihe „Psychotherapiewissenschaft in Forschung, Profession und Kultur“ erschien. Mittlerweile wurden 37 Bände in dieser Reihe publiziert, welche aus Monografien und Sammelbänden besteht, die historische, theoretische, philosophische und empirische Themen behandeln. Neben der Buchreihe wurden einige weitere Monografien und Anthologien in anderen Verlagen veröffentlicht. Darüber hinaus besteht seit 2014 eine eigene peer-reviewte Fachzeitschrift der SFU-IP, nämlich die Zeitschrift für freie psychoanalytische Forschung und Individualpsychologie. Diese erscheint zweimal jährlich und veröffentlicht Beiträge, in denen verschiedene Themen wie Störungsbilder (z. B. Traumatisierungen, Angststörungen, Depressionen), Theorien (z. B. Fiktion, Gemeinschaftsgefühl, Aggressionstrieb) oder Disziplinen (z. B. Religion, Kultur, Pädagogik) individualpsychologisch nach aktuellen wissenschaftlichen Standards aufgearbeitet werden. 2011 erschien, anlässlich des 100-jährigen Bestehens der Individualpsychologie, auch das aktuelle Lehrbuch Psychoanalytische Individualpsychologie in Theorie und Praxis, in dem aktuelle individualpsychologische Positionen und Zugänge aufgearbeitet und vermittelt werden. Und nicht zuletzt entstanden zwischen 2006 und 2020 nicht weniger als knapp 200 wissenschaftliche Abschlussarbeiten auf Bachelor-, Master- und Doktoratsniveau.

## Ausbildung
Die Ausbildung der IP an der SFU sieht theoretische Lehrveranstaltungen im Ausmaß von insgesamt 495 Lehreinheiten vor, 390 Einheiten Selbsterfahrung (300 Einheiten Einzelselbsterfahrung/Lehranalyse und 90 Einheiten Gruppenselbsterfahrung), 550 Einheiten psychotherapeutisches Praktikum sowie 600 Einheiten psychotherapeutischer Praxis zuzüglich 135 Einheiten Supervision der Praxis.